# Acmaeodera
Acmaeodera è un genere di coleotteri della famiglia Buprestidae.

## Tassonomia
- Acmaeodera abyssinica Kerremans, 1909
- Acmaeodera acaciae Mayet, 1887
- Acmaeodera acanthicola Barr, 1972
- Acmaeodera actites Westcott, 2002
- Acmaeodera acuminata Kerremans, 1900
- Acmaeodera acuta LeConte, 1860
- Acmaeodera adenostomae Cazier, 1938
- Acmaeodera adenostomensis Knull, 1941
- Acmaeodera adusta Barr, 1972
- Acmaeodera aenea Kerremans, 1899
- Acmaeodera aeneoflava Westcott, 1998
- Acmaeodera aequalis Obst, 1903
- Acmaeodera aethiopica Obenberger, 1941
- Acmaeodera affabilis Kerremans, 1909
- Acmaeodera affinis Lucas, 1846
- Acmaeodera aguanyoro Manley, 1987
- Acmaeodera alacris Horn, 1878
- Acmaeodera albovillosa Fåhraeus in Boheman, 1851
- Acmaeodera alcmeone Thomson, 1878
- Acmaeodera algirica Kerremans, 1907
- Acmaeodera alicia Fall, 1899
- Acmaeodera alluaudi Kerremans, 1914
- Acmaeodera alpina Barr, 1972
- Acmaeodera altae Holm in Holm & Schoeman, 1999
- Acmaeodera amabilis Horn, 1878
- Acmaeodera amoenula Fåhraeus in Boheman, 1851
- Acmaeodera amplicollis LeConte, 1866
- Acmaeodera anatolica Volkovitsh & Bílý, 1979
- Acmaeodera angelica Fall, 1899
- Acmaeodera antholita Heer, 1862
- Acmaeodera apiata Nelson, 1994
- Acmaeodera apicalis Fairmaire, 1902
- Acmaeodera aquila Nelson, 1994
- Acmaeodera arabica Gory, 1840
- Acmaeodera argodi (Kerremans, 1907)
- Acmaeodera atactospilota Westcott, 1971
- Acmaeodera atomosparsa Fairmaire, 1897
- Acmaeodera audreyae Westcott & Barr, 2007
- Acmaeodera aurantiofasciata Westcott & Noguera, 1995
- Acmaeodera aurantiomarginata Westcott, 1997
- Acmaeodera aurifera Laporte & Gory, 1835
- Acmaeodera auriferoides Holm, 1978
- Acmaeodera auritincta Fall, 1922
- Acmaeodera aurolimbata Fåhraeus in Boheman, 1851
- Acmaeodera aurora Fall, 1922
- Acmaeodera babatauensis Obenberger, 1935
- Acmaeodera bacchariphaga Westcott & Verity, 1977
- Acmaeodera balthasari Obenberger, 1928
- Acmaeodera barri Cazier, 1940
- Acmaeodera bartoni Obenberger, 940a
- Acmaeodera basilewskyi Holm, 1978
- Acmaeodera beesoni Obenberger, 1928
- Acmaeodera beharensis Obenberger, 1924
- Acmaeodera bellamyi Westcott in Holm & Schoeman, 1999
- Acmaeodera bequaerti Kerremans, 1912
- Acmaeodera bernardi Descarpentries, 1949
- Acmaeodera bertrami Levey, 2009
- Acmaeodera bertyorum Holynski, 1997
- Acmaeodera bifasciata (Thunberg, 1787)
- Acmaeodera bilyi Volkovitsh, 1988
- Acmaeodera bipunctata (Olivier, 1790)
- Acmaeodera biseriata Reitter, 1890
- Acmaeodera bishopiana Fall, 1907
- Acmaeodera bistriguttata Gory, 1840
- Acmaeodera bivulnera Horn, 1894
- Acmaeodera bjornstadi Levey & Volkovitsh, 1996
- Acmaeodera bodoani Kerremans, 1911
- Acmaeodera boreoafricana Bellamy, 1998
- Acmaeodera bowditchi Fall, 1901
- Acmaeodera brevicollis Heer, 1862
- Acmaeodera brevipes Kiesenwetter, 1858
- Acmaeodera brooksi Waterhouse, 1904
- Acmaeodera bruchi Obenberger, 1924
- Acmaeodera brunneipennis Kerremans, 1906
- Acmaeodera bryanti Van Dyke, 1953
- Acmaeodera bucki Cobos, 1958
- Acmaeodera burmanica Volkovitsh, 2006
- Acmaeodera bushirensis Obenberger, 1940
- Acmaeodera butensis Théry, 1932
- Acmaeodera cactophila Westcott & Noguera, 1995
- Acmaeodera capicola Thomson, 1878
- Acmaeodera carlota Fall, 1931
- Acmaeodera cazieri Knull, 1960
- Acmaeodera ceanothae Nelson, 1967
- Acmaeodera cecropia Kiesenwetter, 1858
- Acmaeodera cerasina Marseul, 1866
- Acmaeodera chaetosoma Obenberger, 1928
- Acmaeodera chalcithorax Obenberger, 1935
- Acmaeodera chamelensis Westcott, 2005
- Acmaeodera chemsaki Barr, 1992
- Acmaeodera chevrolatii Spinola, 1838
- Acmaeodera childreni Laporte & Gory, 1835
- Acmaeodera chiricahuae Barr, 1972
- Acmaeodera chotanica Semenov, 1891
- Acmaeodera cincticollis Kerremans, 1893
- Acmaeodera cisti Wollaston, 1862
- Acmaeodera clausa Horn, 1894
- Acmaeodera clypeata Barr, 1972
- Acmaeodera cobosi Holm, 1978
- Acmaeodera coeruleonigra Obenberger, 1928
- Acmaeodera coluber Abeille de Perrin, 1904
- Acmaeodera comata LeConte, 1858
- Acmaeodera combretumi Théry, 1938
- Acmaeodera condita Barr, 1972
- Acmaeodera congener Spinola, 1838
- Acmaeodera connexa LeConte, 1859
- Acmaeodera conoidea Fall, 1899
- Acmaeodera consors Horn, 1878
- Acmaeodera conspersa (Thunberg, 1827)
- Acmaeodera constricticollis Knull, 1937
- Acmaeodera constrictinotum Westcott & Nelson, 2000
- Acmaeodera convicta Fall, 1899
- Acmaeodera coquilletti Fall, 1899
- Acmaeodera cordatistigma Westcott, 1998
- Acmaeodera corrosa Thomson, 1878
- Acmaeodera cribricollis Horn, 1894
- Acmaeodera crinita Gory, 1840
- Acmaeodera croceonotata Gory, 1840
- Acmaeodera crossi Barr, 1992
- Acmaeodera crotonae Westcott & Noguera, 1995
- Acmaeodera cruenta (Olivier, 1790)
- Acmaeodera cubaecola Jacqueline du Val, 1857
- Acmaeodera culucoensis Manley, 1987
- Acmaeodera cuneata Fall, 1899
- Acmaeodera cupreosuturata Obst, 1903
- Acmaeodera cuprina Spinola, 1838
- Acmaeodera curlettii Holm in Holm & Schoeman, 1999
- Acmaeodera curtilata Knull, 1941
- Acmaeodera cylindrica (Fabricius, 1775)
- Acmaeodera damasensis Pic, 1936
- Acmaeodera danforthi Fisher, 1949
- Acmaeodera davidsoni Barr, 1972
- Acmaeodera decellei Holm, 1985
- Acmaeodera decemguttata (Thunberg, 1787)
- Acmaeodera decipiens LeConte, 1866
- Acmaeodera degener (Scopoli, 1763)
- Acmaeodera delectabilis Waterhouse, 1889
- Acmaeodera delumbis Horn, 1894
- Acmaeodera deplanata Théry, 1926
- Acmaeodera depressa Barr, 1972
- Acmaeodera deviata Barr, 1972
- Acmaeodera diffusa Barr, 1969
- Acmaeodera digna Barr, 1992
- Acmaeodera discalis Cazier, 1940
- Acmaeodera discolor Barr, 1992
- Acmaeodera disjuncta Fall, 1899
- Acmaeodera distigma Volkovitsh, 1983
- Acmaeodera divina Théry, 1926
- Acmaeodera dolorosa Fall, 1899
- Acmaeodera dozieri Barr, 1992
- Acmaeodera dumbrodyensis Holm, 1978
- Acmaeodera eckweileri Volkovitsh, 1983
- Acmaeodera edmundi Obenberger, 1935
- Acmaeodera elbiae Holm, 1986
- Acmaeodera elevata (Klug, 1829)
- Acmaeodera ellyae Holm, 1978
- Acmaeodera ephedrae Barr, 1943
- Acmaeodera errans Barr, 1972
- Acmaeodera erytrensis Holm, 1978
- Acmaeodera exasperans Kerremans, 1907
- Acmaeodera excellens (Klug, 1855)
- Acmaeodera exilis Waterhouse, 1882
- Acmaeodera externa Fairmaire, 1899
- Acmaeodera fabriciana Volkovitsh, 1983
- Acmaeodera fairmairei Théry, 1905
- Acmaeodera fascigera Harold, 1869
- Acmaeodera fattigi Knull, 1953
- Acmaeodera fenyesi Fall, 1899
- Acmaeodera ferrandii Obenberger, 1924
- Acmaeodera flavolineata Laporte & Gory, 1835
- Acmaeodera flavomarginata (Gray, 1832)
- Acmaeodera flavonotata Lucas, 1846
- Acmaeodera flavopicta Waterhouse, 1889
- Acmaeodera flavosparsa Waterhouse, 1882
- Acmaeodera flavosticta Horn, 1878
- Acmaeodera fontainieri Kerremans, 1906
- Acmaeodera fossiceps Quedenfeldt, 1886
- Acmaeodera foudrasii Solier, 1833
- Acmaeodera franchettii (Théry, 1931)
- Acmaeodera gardneri Obenberger, 1928
- Acmaeodera gentilis Péringuey, 1888
- Acmaeodera ghilarovi Volkovitsh, 1988
- Acmaeodera gibbula LeConte, 1858
- Acmaeodera gibbuloides Westcott, 1998
- Acmaeodera gillespiensis Knull, 1941
- Acmaeodera glabella Obenberger, 1924
- Acmaeodera glabra Obenberger, 1924
- Acmaeodera glebi Volkovitsh, 2009
- Acmaeodera gosseti Kerremans, 1906
- Acmaeodera gracilis (Wiedemann, 1821)
- Acmaeodera grandicollis Abeille de Perrin, 1900
- Acmaeodera grandis Guérin-Méneville, 1850
- Acmaeodera grata Fåhraeus in Boheman, 1851
- Acmaeodera gratiosa Théry, 1926
- Acmaeodera griffithi Fall, 1899
- Acmaeodera griswoldi Westcott, 2002
- Acmaeodera guayarmina Volkovitsh & Liberto, 2002
- Acmaeodera guichardi Levey & Volkovitsh, 1996
- Acmaeodera gundlachi Fisher, 1925
- Acmaeodera haemorrhoa LeConte, 1858
- Acmaeodera haubaas Holm in Holm & Schoeman, 1999
- Acmaeodera hedwigae Obenberger, 1942
- Acmaeodera hepburnii LeConte, 1860
- Acmaeodera hessei Holm, 1978
- Acmaeodera hieroglyphica Fåhraeus in Boheman, 1851
- Acmaeodera hoberlandti Bílý, 1983
- Acmaeodera holiki Obenberger, 1924
- Acmaeodera holmi Levey & Volkovitsh, 1996
- Acmaeodera holsteni White, 1939
- Acmaeodera holzschuhi Volkovitsh & Bílý, 1979
- Acmaeodera hondurensis Manley, 1987
- Acmaeodera horni Fall, 1899
- Acmaeodera hovorei Westcott, 2007
- Acmaeodera howa Obenberger, 1924
- Acmaeodera ichikoae Ohmomo, 2004
- Acmaeodera idahoensis Barr, 1969
- Acmaeodera ikuthensis Holm, 1978
- Acmaeodera illustris Théry, 1926
- Acmaeodera immaculata Horn, 1878
- Acmaeodera impluviata Mannerheim, 1837
- Acmaeodera impressicollis Kerremans, 1911
- Acmaeodera indica Kerremans, 1914
- Acmaeodera inopinata Barr, 1972
- Acmaeodera inquirenda Volkovitsh, 1977
- Acmaeodera inscripta Fåhraeus in Boheman, 1851
- Acmaeodera instabilis Cobos, 1966
- Acmaeodera interrupta Kerremans, 1892
- Acmaeodera inyoensis Cazier, 1940
- Acmaeodera irrorella Laporte & Gory, 1835
- Acmaeodera jakobsoni Obenberger, 1928
- Acmaeodera jamaicensis Fisher, 1925
- Acmaeodera jeanae Davidson, 2003
- Acmaeodera jeanneli Kerremans, 1914
- Acmaeodera jocosa Fall, 1899
- Acmaeodera jubata Barr, 1992
- Acmaeodera kabakovi Volkovitsh in Alexeev, et al., 1990
- Acmaeodera kachetica Semenov, 1895
- Acmaeodera karooana Holm, 1978
- Acmaeodera kathyae Westcott, 1996
- Acmaeodera kaupii Thomson, 1878
- Acmaeodera kerremansi Stebbing, 1914
- Acmaeodera kerzhneri Volkovitsh, 2008
- Acmaeodera knabi Fisher, 1949
- Acmaeodera knobeli Holm, 1978
- Acmaeodera knowltoni Barr, 1969
- Acmaeodera knullorum Barr, 1972
- Acmaeodera kochi Holm, 1978
- Acmaeodera kolbei Kerremans, 1907
- Acmaeodera kosterae Holm, 1978
- Acmaeodera krugeri Holm, 1978
- Acmaeodera kunzeni Holm, 1978
- Acmaeodera labyrinthica Fall, 1899
- Acmaeodera lacustris Thomson, 1878
- Acmaeodera lagunae Van Dyke, 1945
- Acmaeodera lata Heyden, 1885
- Acmaeodera lateralis Chevrolat, 1834
- Acmaeodera laticollis Kerremans, 1902
- Acmaeodera latiflava Fall, 1907
- Acmaeodera lauta Barr, 1972
- Acmaeodera lemoinei Thomson, 1878
- Acmaeodera leonhardi Obenberger, 1914
- Acmaeodera leprieurii (Klug, 1835)
- Acmaeodera lesnei Kerremans, 1906
- Acmaeodera liessnerae Holm, 1986
- Acmaeodera ligulata Cazier, 1940
- Acmaeodera linsleyi Van Dyke, 1943
- Acmaeodera loei Manley, 1987
- Acmaeodera longa Holm, 1978
- Acmaeodera longicrinis Obenberger, 1924
- Acmaeodera longipennis Waterhouse, 1882
- Acmaeodera lopatini Volkovitsh, 2005
- Acmaeodera louwi Holm, 1985
- Acmaeodera lucana Van Dyke, 1942
- Acmaeodera lucida Volkovitsh, 1983
- Acmaeodera luculenta Boheman, 1860
- Acmaeodera lugubrina Boheman, 1860
- Acmaeodera lupinae Nelson, 1996
- Acmaeodera luteonigra Obenberger, 1928
- Acmaeodera luteopicta Fåhraeus in Boheman, 1851
- Acmaeodera luzonica Nonfried, 1895
- Acmaeodera lysilomae Nelson, 1994
- Acmaeodera macchabaea Abeille de Perrin, 1891
- Acmaeodera macra Horn, 1878
- Acmaeodera maculifera Horn, 1894
- Acmaeodera madegassa Kerremans, 1907
- Acmaeodera maghrebica Volkovitsh, 2006
- Acmaeodera malvina Gistel, 1857
- Acmaeodera maraisi Holm in Holm & Schoeman, 1999
- Acmaeodera marginarcuata Westcott, 1998
- Acmaeodera marginenotata Chevrolat, 1867
- Acmaeodera mariposa Horn, 1878
- Acmaeodera marki Holm in Holm & Schoeman, 1999
- Acmaeodera maroccana Obenberger, 1916
- Acmaeodera medvedevi Volkovitsh, 1976
- Acmaeodera meridionalis Kerremans, 1897
- Acmaeodera miliaris Horn, 1878
- Acmaeodera mima Gory, 1840
- Acmaeodera mimicata Knull, 1938
- Acmaeodera mimicomixteca Westcott, 1998
- Acmaeodera miniatospilota Kerremans, 1907
- Acmaeodera mirabilis Volkovitsh in Alexeev, et al., 1990
- Acmaeodera mirei Descarpentries & Mateu, 1965
- Acmaeodera mixta LeConte, 1860
- Acmaeodera mixteca Westcott, 1998
- Acmaeodera moesta Dugès, 1891
- Acmaeodera mojavei Westcott, 1971
- Acmaeodera mombassica Nonfried, 1895
- Acmaeodera monticola Fisher, 1949
- Acmaeodera moralesi Español & Mateu, 1947
- Acmaeodera morbosa Fall, 1899
- Acmaeodera morio Gory, 1840
- Acmaeodera mudgei Westcott, 2002
- Acmaeodera mwengwensis Holm, 1986
- Acmaeodera namaquensis Holm in Holm & Schoeman, 1999
- Acmaeodera navajo Nelson & Westcott, 1995
- Acmaeodera neglecta Fall, 1899
- Acmaeodera nelsoni Barr, 1972
- Acmaeodera neoneglecta Fisher, 1949
- Acmaeodera nevadica Barr, 1972
- Acmaeodera nexa Fall, 1922
- Acmaeodera ngamensis Obenberger, 1928
- Acmaeodera nickerli Obenberger, 1924
- Acmaeodera nigellata Abeille de Perrin, 1904
- Acmaeodera nigrohirta Théry, 1926
- Acmaeodera nigrovittata Van Dyke, 1934
- Acmaeodera nocturna Holm, 1978
- Acmaeodera nodieri Holm, 1978
- Acmaeodera noguerai Westcott in Westcott, et al., 2008
- Acmaeodera obrienorum Bellamy, 2006
- Acmaeodera obscurata Ancey, 1882
- Acmaeodera obsti Kerremans, 1907
- Acmaeodera obtusa Horn, 1878
- Acmaeodera ocellata Abeille de Perrin, 1891
- Acmaeodera opacula LeConte, 1858
- Acmaeodera opinabilis Fall, 1899
- Acmaeodera opuntiae Knull, 1966
- Acmaeodera ornata (Fabricius, 1775)
- Acmaeodera ornatoides Barr, 1972
- Acmaeodera ottomana (Frivaldszky, 1837)
- Acmaeodera pallidepicta Reitter, 1895
- Acmaeodera panamintensis Westcott, 1971
- Acmaeodera paradisjuncta Knull, 1940
- Acmaeodera parkeri Cazier, 1940
- Acmaeodera patricki Brechtel, 1998
- Acmaeodera paulsenii (Fairmaire & Germain, 1860)
- Acmaeodera pavliceki (Bílý, 1973)
- Acmaeodera penrithae Holm, 1985
- Acmaeodera perforata Cazier, 1940
- Acmaeodera perlanosa Timberlake, 1939
- Acmaeodera philippii Reed, 1873
- Acmaeodera philippinensis Obenberger, 1924
- Acmaeodera pici Obenberger, 1924
- Acmaeodera picta Waterhouse, 1882
- Acmaeodera pilosellae (Bonelli, 1812)
- Acmaeodera pinalorum Knull, 1930
- Acmaeodera pinguicula Obenberger, 1924
- Acmaeodera plagiaticauda Horn, 1878
- Acmaeodera planidorsis Semenov, 1895
- Acmaeodera planiuscula Laporte & Gory, 1835
- Acmaeodera pletura Barr, 1972
- Acmaeodera polita (Klug, 1829)
- Acmaeodera postfasciata Fairmaire, 1901
- Acmaeodera posticalis Laporte & Gory, 1835
- Acmaeodera princeps Kerremans, 1909
- Acmaeodera prorsa Fall, 1899
- Acmaeodera prorugosa Holm, 1978
- Acmaeodera pruinosa Fairmaire, 1899
- Acmaeodera pseudopolita Descarpentries & Mateu, 1965
- Acmaeodera puberula Solier, 1833
- Acmaeodera pubiventris Horn, 1878
- Acmaeodera pulchella (Herbst, 1801)
- Acmaeodera pulcherrima Jacquelin du Val, 1857
- Acmaeodera pulchra (Fabricius, 1793)
- Acmaeodera pullata Cazier, 1940
- Acmaeodera punctatissima Thomson, 1878
- Acmaeodera purpurescens Holm in Holm & Schoeman, 1999
- Acmaeodera purshiae Fisher, 1926
- Acmaeodera quadrifaria Baudi di Selve, 1870
- Acmaeodera quadrifasciata (Rossi, 1790)
- Acmaeodera quadriseriata Fall, 1899
- Acmaeodera quadrivittata Horn, 1870
- Acmaeodera quadrivittatoides Nelson & Westcott, 1995
- Acmaeodera quadrizonata Abeille de Perrin, 1891
- Acmaeodera raffrayi Gestro, 1881
- Acmaeodera reaumuri Obenberger, 1928
- Acmaeodera recticollis Fall, 1899
- Acmaeodera recticolloides Westcott, 1971
- Acmaeodera reflexa Barr, 1992
- Acmaeodera regularis Waterhouse, 1882
- Acmaeodera resplendens Van Dyke, 1937
- Acmaeodera retifera LeConte, 1859
- Acmaeodera revelieri Mulsant, 1859
- Acmaeodera riograndei Nelson, 1980
- Acmaeodera robigo Knull, 1954
- Acmaeodera robusta Horn, 1878
- Acmaeodera rodriguezae Westcott, 2005
- Acmaeodera rondoni Baudon, 1962
- Acmaeodera ruahaensis Levey & Volkovitsh, 1996
- Acmaeodera rubescens Schaeffer, 1904
- Acmaeodera rubidiplagis Obenberger, 1928
- Acmaeodera rubrocuprea Westcott & Nelson, 2000
- Acmaeodera rubroguttula Nelson, 1994
- Acmaeodera rubromaculata Lucas, 1844
- Acmaeodera rubronotata Laporte & Gory, 1835
- Acmaeodera rubrovittata Nelson, 1994
- Acmaeodera rubrozona Kerremans, 1914
- Acmaeodera ruficaudis (DeGeer, 1778)
- Acmaeodera rufocincta Baudi di Selve, 1870
- Acmaeodera rufoguttata Reitter, 1890
- Acmaeodera rufolateralis Westcott, 1998
- Acmaeodera ruricola Fisher, 1949
- Acmaeodera rustica Fisher, 1949
- Acmaeodera sabinae Knull, 1937
- Acmaeodera sahariensis Volkovitsh, 1987
- Acmaeodera sancta Théry, 1926
- Acmaeodera sanguineosignata Laporte & Gory, 1835
- Acmaeodera santschii Théry, 1930
- Acmaeodera saxicola Spinola, 1838
- Acmaeodera scalaris Mannerheim, 1837
- Acmaeodera scapularis Horn, 1894
- Acmaeodera schoutedeni Obenberger, 1928
- Acmaeodera sedecimmactata Abeille de Perrin, 1891
- Acmaeodera semenovi Obenberger, 935j
- Acmaeodera serena Fall, 1899
- Acmaeodera setosa Waterhouse, 1882
- Acmaeodera seyrigi Théry, 1937
- Acmaeodera signata Laporte & Gory, 1835
- Acmaeodera signifera Fåhraeus in Boheman, 1851
- Acmaeodera simulans Abeille de Perrin, 1891
- Acmaeodera simulata Van Dyke, 1937
- Acmaeodera sinaloensis Dugès, 1891
- Acmaeodera singularis Barr, 1992
- Acmaeodera sinuata Van Dyke, 1919
- Acmaeodera sinuosa Kerremans, 1906
- Acmaeodera smaragdina Kerremans, 1892
- Acmaeodera solitaria Kerremans, 1897
- Acmaeodera sommailae Baudon, 1963
- Acmaeodera sparsuta Fairmaire, 1898
- Acmaeodera sphaeralceae Barr, 1972
- Acmaeodera starrae Knull, 1966
- Acmaeodera stellaris Chevrolat, 1835
- Acmaeodera stellata Marseul, 1867
- Acmaeodera stictipennis Laporte & Gory, 1835
- Acmaeodera stictithorax Obenberger, 1928
- Acmaeodera stigmata Horn, 1884
- Acmaeodera striata Fisher, 1949
- Acmaeodera strictella Obenberger, 1942
- Acmaeodera subbalteata LeConte, 1863
- Acmaeodera subcylindrica Fisher, 1925
- Acmaeodera subprasina Marseul, 1867
- Acmaeodera sudanica Levey & Volkovitsh, 1996
- Acmaeodera sulcicollis Kerremans, 1914
- Acmaeodera superba Waterhouse, 1882
- Acmaeodera swammerdami Obenberger, 1928
- Acmaeodera tagoror Arnáiz, García Becerra & Bercedo, 2009
- Acmaeodera tarahumara Westcott, 1998
- Acmaeodera tassii Schaefer, 1964
- Acmaeodera tenebricosa Fall, 1922
- Acmaeodera tenuidigna Nelson, 1994
- Acmaeodera tenuivittata Westcott in Westcott, et al., 2008
- Acmaeodera texana LeConte, 1860
- Acmaeodera thoracata Knull, 1974
- Acmaeodera tibetica Volkovitsh, 2006
- Acmaeodera tibiosa Obenberger, 1917
- Acmaeodera tildenorum Nelson & Westcott, 1995
- Acmaeodera tiquilia Westcott & Barr, 1998
- Acmaeodera transcaucasica Semenov, 1895
- Acmaeodera transversa Van Dyke, 1945
- Acmaeodera trifasciata (Thunberg, 1789)
- Acmaeodera trizonalis Kerremans, 1892
- Acmaeodera truquii Abeille de Perrin, 1891
- Acmaeodera tubulus (Fabricius, 1801)
- Acmaeodera tulearica Théry, 1926
- Acmaeodera turnbowi Westcott, 1996
- Acmaeodera tuta Horn, 1878
- Acmaeodera ugandica Obenberger, 1928
- Acmaeodera undulata Abeille de Perrin, 1891
- Acmaeodera unica Kerremans, 1897
- Acmaeodera unicolor Fisher, 1949
- Acmaeodera uvaldensis Knull, 1936
- Acmaeodera uvarovi Obenberger, 1928
- Acmaeodera vanduzeei Van Dyke, 1934
- Acmaeodera vandykei Fall, 1899
- Acmaeodera vanebaptista Obenberger, 1928
- Acmaeodera variegata LeConte, 1852
- Acmaeodera venezuelica Bellamy, 1998
- Acmaeodera venusta Waterhouse, 1882
- Acmaeodera verityi Westcott, 1971
- Acmaeodera vernalis Barr, 1972
- Acmaeodera vianai Obenberger, 1947
- Acmaeodera vicina Laporte & Gory, 1835
- Acmaeodera villiersi Descarpentries, 1981
- Acmaeodera vipera Kerremans, 1906
- Acmaeodera virgo Boheman, 1860
- Acmaeodera viridaenea (DeGeer, 1778)
- Acmaeodera viridissima Chevrolat, 1835
- Acmaeodera vogtorum Holm in Holm & Schoeman, 1999
- Acmaeodera vulnerata Laporte & Gory, 1835
- Acmaeodera vulturei Knull, 1938
- Acmaeodera waterbergensis Holm, 1978
- Acmaeodera weiseri Obenberger, 1928
- Acmaeodera wenzeli Van Dyke, 1919
- Acmaeodera wethloi Obenberger, 1940
- Acmaeodera wheeleri Van Dyke, 1919
- Acmaeodera wickenburgana Knull, 1939
- Acmaeodera wickhami Fisher, 1925
- Acmaeodera wittmeri Holm in Holm & Schoeman, 1999
- Acmaeodera xanthelytra Obenberger, 1940
- Acmaeodera xanthosticta Laporte & Gory, 1835
- Acmaeodera yerburyi Waterhouse, 1904
- Acmaeodera yuccavora Knull, 1962
- Acmaeodera yunnana Fairmaire, 1888
- Acmaeodera zacatecana Westcott, 2002
- Acmaeodera zambesica Obenberger, 1928